# Station Roesbrugge
Station Roesbrugge is een voormalig spoorwegstation in het dorpje Roesbrugge, op grondgebied van Roesbrugge-Haringe, een deelgemeente van de stad Poperinge. Het lag aan de voormalige spoorlijn 76 (Adinkerke - Poperinge).
0,0: Adinkerke ·
7,9: Houtem-Wulveringem ·
10,6: Leisele-Isenberge ·
15,6: Beveren-Stavele ·
20,4: Roesbrugge ·
22,1: Proven ·
34,0: Poperinge